# Список персонажів Голодних ігор
Це список персонажів трилогії Голодні ігри, серії сучасних науково фантастичних романів Сюзанни Коллінз.

## Головні персонажі

### Катніс Евердін
Катнісс Евердін є головним героєм серії романів і фільмів. На початку першої книги їй шістнадцять років, вона зображується як спокійна, самостійна і жорстока. Її вигляд характерний для когось з Шлаку (нетрі Дистрикту (Округу) 12): довге темне волосся (які вона носить в одну косу на спині), оливкова шкіра та сірі очі Вона живе зі своєю матір'ю і її молодшою сестрою, Прим, в Дистрикті (Окрузі) 12, вугледобувному районі і одному з найбідніших районів Панему. Продовольства не вистачає в Дистрикті (Окрузі) 12 і Катнісс полює незаконно в лісі, щоб годувати свою сім'ю і поповнити свої мізерні доходи. За п'ять років до того, як Катнісс стала трибутом в Голодних іграх, її батько був убитий в результаті вибуху в шахті, а її мати потрапила в дуже глибоку депресію. Вона не довіряє своїй матері доки не почалися події У вогні. Вона стала мисливцем разом з її найкращим другом Гейлом Хоторном, який також зі Шлаку і чий батько був убитий в тій же аварії у шахті. Пізніше він зізнається у любові до Катнісс. Вона має чудовий талант в полюванні з луком і стрілами.

## Трибути Голодних Ігор

### Трибути 74-их Голодних ігор
- Марвел — Округ 1. Його ім'я невідоме для Катніс, поки не почався Тур Переможців в другій книзі; протягом всіх Голодних ігор він просто відомий, як «хлопчик з округу 1». Він є кар'єристом і третьою жертвою Катніс. Він є другим за висотою, тільки коротший, ніж Трач, і дуже вміло кидає спис. Коли тільки залишилося 8 трибутів, він вбиває списом Руту. У книзі, показано, що Катніс вистрілила стрілою йому в горло, змушуючи його втопитися у власній крові, а у фільмі вона влучно пускає стрілу йому в серце у відповідь. Марвела зображує актор Джек Куейд.
- Глорія — Округ 1. Для її виходу на параді в колісниці, як описано в романі, вона була вбрана в срібло і у відповідні срібні туніки з Марвелом, але у фільмі вона була одягнена в яскраво-рожевий головний убір і довга рожева сукня разом з Марвелом. У своєму інтерв'ю в романі, вона була одягнена в прозору золоту сукню, але у фільмі це її сукня була рожева довжиною до колін в стилі Babydoll . Глорія сказала Цезарю Флікерману в інтерв'ю, що вона «дуже» підготовлена. Цинна згадує, що перед входом на арену, Глорія взяла, кільце з коштовним каменем, але воно було ліквідоване наглядовою радою (воно може дати несправедливу перевагу). Вона є трибутом кар'єристом і вона обізнана з луком і стрілами. Під час Ігор Глорія була однією з кар'сритів, коли Катніс спробувала убити їх, кинучи гніздо мисливців-вбивців, коли вони спали. Глорія не уникнула нападу і померла разом з дівчиною з Дістрикту (Округу) 4. Глорія в черговий раз опинилася в книзі як мутант-переродок, яка була створена за допомогою її ДНК в Капітолії. Глорію зображує актриса Лівен Рамбін.
- Катон — Округ 2
- Клівія- Округ 2
- Лисиця — Округ 5
- Трач — Округ 11
- Рута — Округ 11
- Катніс — Округ 12
- Піта — Округ 12

### Трибути 75-их Голодних ігор
- Глянець — Округ 1
- Кашмір — Округ 1
- Брутс — Округ 2
- Енобарія — Округ 2
- Біпер — Округ 3
- Вариста — Округ 3
- Фіней — Округ 4
- Макс — Округ 4
- Морфінгісти — Округ 6
- Вольт — Округ 7
- Джоанна — Округ 7
- Лай — Округ 8
- Цецелія — Округ 8
- Рубака — Округ 11
- Сія — Округ 11
- Катніс — Округ 12
- Піта — Округ 12

## Інші Персонажі

### Дистрикт(округ) 12
- Мадж — дочка Мера і подруга Катніс. Вона і Катніс вчилися разом у школі. Медж це та, хто дає Катніс поради щодо статусу Переспівниці, яка є символом повстання. Катніс і Мадж проводили більше часу разом протягом місяця після закінчення Ігор. Катніс знаходиться в будинку Мадж, коли вона вперше чує про повстаннях в Дистрикті (окрузі) 8 по телебаченню мера в своїй кімнаті. Вона та її сім'я загине в Дистрикті (окрузі) 12 під час вибухів. Мадж не входить в екранізацію.
- Міс Евердін
- Містер Евердін